# Sublime Text
Sublime Text is een cross-platform-editor voor tekst en broncode. Het uiterlijk van het programma is geïnspireerd op de teksteditor Vim. De functionaliteit kan worden uitgebreid door middel van plug-ins. De eerste versie werd uitgebracht op 18 januari 2008. Versie 2.0.2 kwam uit op 6 juli 2013.

## Functies
Sublime Text bevat onder andere de volgende functies:
- Een minimap waarmee de gebruiker snel door de gehele code kan navigeren.
- De mogelijkheid om veel code in een keer te selecteren en aan te passen.
- Bladwijzers binnen bestanden.
- Standaard ondersteuning voor 27 programmeertalen, met de mogelijkheid om er meer te downloaden.
- Automatisch opslaan van bestanden.
- Zoeken met reguliere expressie.
- Volledig aanpasbare syntaxiskleuring.
- Automatische aanvulling van code.
- Ondersteuning voor macro's en in Python geschreven plug-ins.
- Instelbare sneltoetsen.

Verder is het uiterlijk van het programma aanpasbaar. De gebruiker kan kiezen uit 23 thema's.

## Programmeertalen
Sublime Text ondersteunt en biedt syntaxiskleuring aan voor de volgende programmeertalen:
- ActionScript
- AppleScript
- ASP
- Batchbestanden
- C, C++ en C#
- CSS
- D
- Diff
- Erlang
- Go

- Graphviz (DOT)
- Groovy
- Haskell
- HTML
- Java
- JSP
- JavaScript
- JSON
- LaTeX
- Lisp

- Lua
- Makefiles
- Markdown
- MATLAB
- Objective-C
- OCaml
- Perl
- PHP
- Python
- R

- Ruby on Rails
- Ruby
- Rust
- Scala
- Shellscript (Bash)
- SQL
- Tcl
- Textile
- XML
- XSL
- YAML